# There Is Nothing Left to Lose
| 전문가 평가                   | 전문가 평가 |
| 평가 점수                     | 평가 점수   |
| 출처                          | 점수        |
| ----------------------------- | ----------- |
| AllMusic                      | [ 1 ]       |
| Alternative Press             | 4/5         |
| Entertainment Weekly          | B+          |
| The Guardian                  | [ 4 ]       |
| Los Angeles Times             | [ 5 ]       |
| NME                           | 7/10        |
| Q                             | [ 7 ]       |
| Rolling Stone                 | [ 8 ]       |
| The Rolling Stone Album Guide | [ 9 ]       |
| USA Today                     | [ 10 ]      |

《There Is Nothing Left to Lose》는 1999년 11월 2일 로즈웰과 RCA 레코드를 통해 발매된 미국의 록 밴드 푸 파이터스의 세 번째 스튜디오 음반이다. 이 곡은 드러머 테일러 호킨스의 첫 참여했으며, 밴드의 이전 작품에서 벗어나 더 부드럽고 실험적인 사운드를 보여주는 것으로 종종 보여진다. 데이브 그롤은 이 음반이 "완전한 멜로디에 기반을 두고 있다"며 "그들이 지금까지 했던 음반 중 그가 가장 좋아하는 음반일 수도 있다"고 말했다.
2001년 그래미 어워드 최우수 록 음반상을 수상하며 밴드의 첫 그래미 수상을 기록했다. 밴드는 다음 네 개의 스튜디오 음반 중 세 개의 음반(《One by One》, 《Echoes, Silence, Patience & Grace》, 그리고 《Wasting Light》)으로 그래미 최우수 록 음반상을 수상했다.
《There Is Nothing Left to Lose》는 2년 전 《The Colour and the Shape》의 발매 이후 캐피틀 레코드에서 탈퇴한 후 RCA 레코드에서 완전히 발매되고 마케팅된 후 푸 파이터스의 첫 번째 음반이다. 그들의 이전 두 장의 스튜디오 음반은 원래 캐피틀이 배급했으며, 그 후 RCA가 배급했다.

## 배경
녹음 전 기타리스트 프란츠 스탈은 해고되었는데, 프론트맨 데이브 그롤이 기타리스트가 밴드에서 자신의 자리를 찾지 못했다고 생각했기 때문이다. 그 시점에서 그롤은 베이시스트 네이트 멘델, 드러머 테일러 호킨스와 함께 이 밴드가 음반을 위한 세 곡만 될 것이라고 결정했다. 스튜디오에서 막 노예가 되어 마지막 음반 《The Color and the Shape》를 만들고 그 과정에서 두 명의 밴드 멤버를 잃었던 그는 버지니아주 알렉산드리아에 집을 구입하고 제작 기간 동안 음반 회사 없이 지하실에서 음반을 만들기로 결정했다. 이는 게리 거시 회장이 레이블을 떠난 후 푸 파이터스가 캐피틀 레코드를 떠난 것이 도움이 되었다. 그롤은 처음에 그의 집 시설에 스튜디오 606이라는 이름을 붙였다. "그것은 어디에나 있는 숫자들 중 하나일 뿐입니다. 한밤중에 일어나 6시 6분이 되었을 때나 606이라고 적힌 번호판이 보일 때처럼 말입니다."

## 발매 및 홍보
음반이 준비된 후, 밴드는 RCA 레코드와 계약을 맺고 음반을 배포했다. 홍보를 위해, 레이블은 "푸 파이터스 브랜드를 그곳에 내보내는 것", 밴드의 공식 웹사이트 설치, 방송 텔레비전 및 그라비티 게임과 같은 이벤트에 출연하는 것에 초점을 맞췄다. 《The There Is Nothing Left to Lose》는 첫 싱글 〈Learn to Fly〉의 뮤직비디오와 노래 가사, 사진이 수록된 강화된 CD로 발매되었다.
음반이 세 곡으로 녹음되는 동안, 그롤은 라이브 공연을 위해 여전히 두 번째 기타리스트가 필요하다고 결정했다. 35명의 음악가들이 테스트를 받은 공개 오디션 이후, 밴드는 그롤이 오디션을 본 최고의 기타리스트이자 가수라고 생각한 크리스 시프렛을 고용했고, 특히 펑크 록 밴드에서의 배경으로 인해 "그는 우리와 매우 잘 어울렸다"고 말했다. 1999년 9월, 밴드는 뉴욕과 로스앤젤레스에서 클럽 날짜를 열었고, 신곡을 선보이고 그룹과 함께 시프렛의 공연을 테스트했다. 잃을 것은 아무것도 없다 투어는 2000년에 시작되었다. 북미는 레드 핫 칠리 페퍼스의 Californication Tour와 겹쳤다.
디스크의 초기 프레스에는 음반 커버에 수록된 것과 유사한 일시적인 문신이 포함되었다. 이 음반은 또한 2001년 호주에서 4개의 비디오와 1개의 보너스 트랙인 〈Fraternity〉로 구성된 두 번째 VCD 디스크를 제공하는 2CD 에디션으로 재발매되었다.

## 곡 목록
모든 곡들은 데이브 그롤, 네이트 멘델 그리고 테일러 호킨스에 의해 작사/작곡하였다.
| #   | 제목              | 재생 시간 |
| --- | ----------------- | --------- |
| 1.  | Stacked Actors    | 4:16      |
| 2.  | Breakout          | 3:21      |
| 3.  | Learn to Fly      | 3:55      |
| 4.  | Gimme Stitches    | 3:42      |
| 5.  | Generator         | 5:49      |
| 6.  | Aurora            | 5:49      |
| 7.  | Live-In Skin      | 3:52      |
| 8.  | Next Year         | 4:36      |
| 9.  | Headwires         | 4:37      |
| 10. | Ain't It the Life | 4:15      |
| 11. | M.I.A.            | 4:03      |

## 인증
| 국가                       | 인증        | 판매량/출하량 |
| -------------------------- | ----------- | ------------- |
| 오스트레일리아 (ARIA)      | 2× 플래티넘 | 140,000^      |
| 캐나다 (뮤직 캐나다)       | 플래티넘    | 100,000^      |
| 일본 (RIAJ)                | 골드        | 100,000^      |
| 영국 (BPI)                 | 플래티넘    | 588,000       |
| 미국 (RIAA)                | 플래티넘    | 1,000,000^    |
| ^출하량을 기반으로 한 인증 |             |               |